# فخرالنساء زید
شاهزاده فخرالنساء زید (ترکی استانبولی: Fahrelnisa Zeyd؛ ۱۹۰۱ – ۵ سپتامبر ۱۹۹۱) نقاش و مجسمه‌ساز اهل ترکیه بود و برای نقاشی‌های بزرگ انتزاعی خود مشهور است. آثار او آمیخته‌ای انتزاعی از عناصر هنر اسلامی و بیزانسی است همراه با تأثیری که او از هنر غربی گرفته‌است.
او با یکی از اعضای خانواده سلطنتی عراق از سلسله هاشمی به نام زید بن حسین ازدواج کرد. او مادر شاهزاده رعد بن زید و مادربزرگ زید رعد حسین است.